# Maxim Anatoljewitsch Burtassow
Maxim Anatoljewitsch Burtassow (russisch Максим Анатольевич Буртасов; * 7. September 1989 in Belorezk-16, Baschkirische ASSR) ist ein russischer Biathlet.
Maxim Burtassow gab sein internationales Debüt bei den Biathlon-Europameisterschaften 2010 in Otepää, wo er bei den Juniorenrennen antrat. Er verpasste als Elfter des Einzels noch die Top Ten, gewann danach den Titel im Sprint und wurde im Verfolgungsrennen Zweiter hinter Andrij Wosnjak. Auch im Mixed-Staffelrennen wurde er mit Larissa Kusnezowa, Anastasia Kalina und Jewgeni Petrow als Schlussläufer im Juniorenrennen hinter der Staffel Frankreichs die Silbermedaille. Im weiteren Jahresverlauf nahm er an den Juniorenrennen der Sommerbiathlon-Weltmeisterschaften 2010 in Duszniki-Zdrój teil und gewann mit Kalina, Swetlana Perminowa und Petrow erneut als Schlussläufer der Staffel den Titel mit der Mixed-Staffel und im Verfolgungsrennen, nachdem er sich im Sprintrennen Andrei Turgenew geschlagen geben musste.
Gegen Ende der Saison 2010/11 debütierte Burtassow in Osrblie in IBU-Cup und gewann als 23. eines Einzels auf Anhieb Punkte. Zum Auftakt der Saison 2011/12 folgte in Östersund das Debüt im Weltcup. Als 92. des Sprints verpasste er das Verfolgungsrennen um mehr als 30 Ränge und kam bei starker Konkurrenz im russischen Team zunächst zu keinen weiteren Einsätzen im Weltcup und wurde in den IBU-Cup zurückgestuft. Dort erreichte er als Viertplatzierter in Einzel und Sprint auf der vierten Cup-Station in Forni Avoltri erstmals die Top-Ten-Ränge und verpasste damit nur knapp eine erste Podiumsplatzierung. Sein erstes Podium erreichte Burtassow eine Woche später in Haute-Maurienne, als er im Verfolgungsrennen hinter Lars Helge Birkeland Zweiter wurde. Beim Sprint von Oslo kehrte Maxim Burtassow ins russische Weltcup-Team zurück, wo er Rang 38 belegte und damit seine ersten Weltcuppunkte gewann.
Im Frühjahr 2021 heiratete Burtassow die russische Biathletin Jewgenija Pawlowa, die daraufhin den Namen Burtassowa annahm.

## Biathlon-Weltcup-Platzierungen
Die Tabelle zeigt alle Platzierungen (je nach Austragungsjahr einschließlich Olympische Spiele und Weltmeisterschaften).
- 1.–3. Platz: Anzahl der Podiumsplatzierungen
- Top 10: Anzahl der Platzierungen unter den ersten zehn (einschließlich Podium)
- Punkteränge: Anzahl der Platzierungen innerhalb der Punkteränge (einschließlich Podium und Top 10)
- Starts: Anzahl gelaufener Rennen in der jeweiligen Disziplin

| Platzierung                    | Einzel | Sprint | Verfolgung | Massenstart | Staffel | Gesamt |
| ------------------------------ | ------ | ------ | ---------- | ----------- | ------- | ------ |
| 1. Platz                       |        |        |            |             |         |        |
| 2. Platz                       |        |        |            |             |         |        |
| 3. Platz                       |        |        |            |             |         |        |
| Top 10                         |        |        |            |             |         |        |
| Punkteränge                    |        | 1      | 1          |             |         | 2      |
| Starts                         |        | 3      | 1          |             |         | 4      |
| Stand: nach der Saison 2012/13 |        |        |            |             |         |        |